# ある日、ローマの別れ
『ある日、ローマの別れ』（あるひローマのわかれ、Lasciarsi un giorno a Roma）は2021年のイタリア・スペインのロマンティック・コメディ映画。
監督・脚本・主演はエドアルド・レオ、共演はマルタ・ニエト、クラウディア・ジェリーニ、ステファノ・フレージなど。
長年交際しているカップルの恋愛の難しさを描いている。
本国イタリアでは、2021年11月30日と12月1日の2日間限定でフィレンツェにて劇場公開されたのち、2022年1月1日からスカイ・シネマで放映された。
日本では2022年4月末から5月にかけて開催されたイタリア映画祭2022で上映されたのち、同年5月から6月まで有料でオンライン配信された。

## ストーリー
ローマを舞台に、破局の危機にある2組のカップルの姿を以下の6つの章に沿って並行して描いている。
第1章 抱く（Abbraccio）
抱くとは
自らの腕で抱えること
または抱き込む
破滅に追い込むこと
第2章 フィーネ（Fine）
フィーネとは
目的とするもの
または物事の終わり
第3章 ピアーノ（Piano）
ピアーノとは
“慎重に”の意味
または計画
成し遂げるための企て
第4章 夢（Sogno）
夢とは
信頼しうる未来のビジョン
または根拠のない希望
第5章 アッチェッタ（Accetta）
アッチェッタとは
受け入れさせること
または物を切る道具
手斧のこと
第6章 去る（Lasciare）
去るとは
人や物から離れること
“受け入れるか去るかだ”は
“決断しろ”の意味

### トンマーゾとゾエ
小説家のトンマーゾと恋人のゾエは、10年に及ぶ同棲生活の中で喧嘩らしい喧嘩もしたことがなく、今は夫婦のような落ち着いた関係にある。トンマーゾは出版社からの依頼で「マルケス」のペンネームで恋愛相談コラムの執筆もしている。ある日、長い付き合いの恋人を傷つけずに別れたいとの相談を受けるが、その相談者はゾエだった。ショックを受けたトンマーゾは相談内容を雑誌には書かず、マルケスとして正体を隠したままゾエと直接メッセージのやり取りをして、ゾエの本心を聞き出すことにする。そしてゾエが日常生活の些細なことに不満を感じていることを知ったトンマーゾは、何とかゾエを翻意させようと自らの言動を改める。そんなトンマーゾに戸惑うゾエだったが、同時に、トンマーゾに情を感じても愛を感じていないことに気づいていく。そして自分の心を見透かしているようなマルケスに惹かれていく。そんなある日、ゾエがロンドン支社への栄転を隠していたことをきっかけに、ついにトンマーゾは怒りを爆発させ、ゾエはアパートを出ていき、姉エステルのもとに身を寄せる。しばらくして、2人それぞれが別の相手といる際に鉢合わせしたことをきっかけに、2人は衝動的に肉体関係を結んでしまう。これによって寄りが戻ることはなかったが、2人の心境にそれぞれ微妙な変化が生まれる。トンマーゾの新作を読んで気に入ったゾエはトンマーゾのサイン会に出向くが、そこでふとしたことからマルケスの正体がトンマーゾであることに気づき、2人は激しく罵り合う結果となる。それでもトンマーゾに離れ難い思いを残すゾエは、ロンドンへの転勤直前になって「マルケス」に「トンマーゾに会わせて」と伝える。約束の場所に現れたトンマーゾにゾエは一緒にロンドンに行くことを提案する。しかし、トンマーゾは「一緒にいてもまた憎み合うだけだ、もう憎みたくない」と目に涙を浮かべて訴える。こうして2人は前向きな気持ちで別れることを決める。

### ウンベルトとエレナ
トンマーゾの親友ウンベルトはローマ市長である妻エレナとの20年にわたる結婚生活に終止符を打とうと考える。ウンベルトは高校教師として誇りを持って働いていたが、市長の夫として単なる名誉職で実際は閑職である「副校長」にさせられたことや、市長の夫としてパパラッチや市民の目を気にしながら生活しなければならない窮屈さ、そして何より、エレナが仕事を優先するあまりに家庭を全く顧みないことに耐えられなくなったのである。一方、将来は首相の座も狙っているエレナは、政局の不安定さもあり、そんなウンベルトの思いを気にかける余裕を失っている。そして、ついにウンベルトは別れ話を切り出す。ウンベルトはエレナが市長を辞めて以前のような平凡で穏やかな生活に戻ることを望むが、エレナは当然ながら受け入れることができない。しかし、ウンベルトの強い訴えは、政治家としての自信を失いかけていたエレナに妻や母としての自信をも失わせる結果となり、エレナは家庭を守るためとして市長を辞任することを決める。ウンベルトは、自ら望んだことではあるが、この事態に取り乱してしまう。しかし、相談に乗ってくれないトンマーゾを咄嗟に殴ってしまったことで冷静さを取り戻し、さらに、辞任を表明したエレナに対する批判の声をラジオで聴くと、意を決してエレナの辞任会見の場に姿を現す。そしてウンベルトは、エレナと交際を始めた時からずっと自分の劣等感から常にエレナに捨てられるのではないかと不安を抱き続けてきたこと、そしてそれに耐えられなくなって逃げ出そうとする自分を正当化するためにエレナの不在を誇張していたことを正直に告白するとともに、市長を続けてほしいと訴える。気まずい空気が流れる中、エレナはウンベルトに退出を冷静に命じるが、会見場から出ていったウンベルトを追いかけ、公の場で失態を演じたとして彼を平手打ちする。しかしエレナはそんなウンベルトこそが自分の愛しているウンベルトであると伝え、2人は抱き合ってキスをする。こうして2人は互いの愛を再確認する。

## キャスト
- トンマーゾ: エドアルド・レオ - 小説家。「マルケス」の名で恋愛相談コラムを執筆。43歳。
- ゾエ: マルタ・ニエト（スペイン語版） - トンマーゾと10年同棲中の恋人。スペイン人。35歳。
- エレナ・ヴェネツィアーニ: クラウディア・ジェリーニ（イタリア語版） - ローマ市長（イタリア語版）。
- ウンベルト: ステファノ・フレージ - エレナの夫。トンマーゾの親友。高校の副校長。主夫。
- エステル: エステル・オルテガ（イタリア語版） - ゾエの姉。第2子を妊娠中。
- ニーナ: アンナ・ダルトン（イタリア語版） - ゾエのアシスタント。
- ヴァレンティナ: エンリカ・グイディ（イタリア語版） - シモーネらがトンマーゾに紹介した女性。
- ネッロ: マルコ・ボニーニ（イタリア語版） - トンマーゾらの友人。レストラン経営。
- シモーネ: ジョニス・バシル（イタリア語版） - トンマーゾらの友人。ゲイ。
- フランコ: ジージョ・モッラ（イタリア語版） - トンマーゾらのアパートの管理人。